# حسن السقاف
حسن السقاف رجل دين ومحدّث أردني متخصص في علم الحديث وعلم الكلام الإسلامي. يعتبر من أكبر منتقدي السلفية والفكر الوهابي في المشرق العربي. له مشروع متكامل في نقد تراث ابن تيمية وتصفية الحديث النبوي من الأحاديث الموضوعة والإسرائيليات، وله بصمة واضحة وكتب عديدة في هذا المجال، ولديه تلاميذ من كل أنحاء العالم.

## نسبه
حسن بن علي بن هاشم بن أحمد بن علوي بن أحمد بن عبد الرحمن بن محمد بن عبد الله بن حسين بن عيدروس بن أحمد بن أبي بكر باعقيل بن عبد الرحمن بن عمر بن عبد الرحمن بن عقيل بن عبد الرحمن السقاف بن محمد مولى الدويلة بن علي بن علوي الغيور بن الفقيه المقدم محمد بن علي بن محمد صاحب مرباط بن علي خالع قسم بن علوي بن محمد بن علوي بن عبيد الله بن أحمد المهاجر بن عيسى بن محمد النقيب بن علي العريضي بن جعفر الصادق بن محمد الباقر بن علي زين العابدين بن الحسين السبط بن الإمام علي بن أبي طالب، والإمام علي زوج فاطمة بنت محمد ﷺ.
فهو الحفيد 37 لرسول الله محمد ﷺ في سلسلة نسبه.

## مولده ونشأته
ولد في مدينة عمان بالأردن في الرابع من شهر شوال سنة 1380 هـ/ 1961 م. درس دراسته الابتدائية والإعدادية والثانوية في مدرسة الكلية العلمية الإسلامية، ثم رحل إلى دمشق سنة 1978 م فحضر على شيوخها دروسهم هناك، منهم الشيخ هاشم المجذوب حضر عليه «عمدة السالك وعدة الناسك»، والشيخ محمد سعيد رمضان البوطي حضر عليه «كبرى اليقينيات» و«شرح الأربعين النووية»، والشيخ حسين خطاب والشيخ أسعد الصاغرجي وغيرهم.

## رحلاته وحياته العلمية
قرأ في الأردن على بعض العلماء مثل الشيخ القاضي مطيع الحمامي قرأ عليه الفرائض والمواريث، وقرأ على الشيخ محمد هليِّل في النحو وشرح الجوهرة للباجوري والشيخ أحمد الخضري متن الآجرومية وشرح الشيخ أحمد زيني دحلان. ثم رحل إلى المغرب وتلقى عن المحدّث عبد الله بن الصديق الغماري واستفاد منه جدًا. وله مشايخ كثر قد أجازوه كالسيد عبد العزيز بن الصديق الغماري والسيد عبد الحي بن الصديق الغماري وهما شقيقي السيد عبد الله بن الصديق الغماري، والشيخ أبو الفيض ياسين الفاداني المكي، والشيخ حبيب الرحمن الأعظمي، وقد ذكر منهم في ثبته المسمى بالإتحاف في مشايخ وأسانيد الحسن بن علي السقاف نحو أربعين شيخًا.
وشارك في عدة ندوات ومؤتمرات إسلامية عالمية:
- مناقشة الدروس الحسنية التي تعقد كل سنة في رمضان في الرباط في المملكة المغربية وذلك لسنتي 1419 و1420 هـ.
- دعي سنة 1989 م إلى ماليزيا لإلقاء محاضرات ودروس في العقيدة الإسلامية وإيضاح المسائل العقدية الدائرة في الساحة العالمية في هذا العصر.
- دعي عدة مرات من قبل منتديات الطلابية في الأزهر الشريف لإلقاء محاضرات والإجابة عن أسئلة في مواضيع مختلفة في الشريعة وخاصة مسائل عقائدية ومسائل فقهية ومسائل حديثية.
- دعي مرتين لتلفزيون الإمارات سنة 1418 هـ وسنة 1419 هـ للمشاركة في حلقات على الهواء مباشرة وتلقي الأسئلة والإجابة عليها بموضوعي الحديث النبوي الشريف والتقريب بين المذاهب الإسلامية.
- حضر مؤتمر في سيريلانكا يبحث في قضايا السلام والتقريب وعقيدة التنزيه ومشكلة المتطرفين في العالم.
- حضر مؤتمر التقريب بين المذاهب الإسلامية في طهران والتعرف على مذهب علماء الإمامية مرتين.
- زار سلطنة عمان لإلقاء بعض المحاضرات والتعرف والالتقاء بعلماء الإباضية وعلى رأسهم المفتي أحمد الخليلي.
- حضر مؤتمر التقريب بين المذاهب الإسلامية المنعقد في دمشق آخر سنة 1419 هـ.
- شارك في حوار حول ابن تيمية، ودافع ونافح عن مذهب الأشاعرة.

## مؤلفاته
تخصص حسن السقاف في الدراسة النقدية المقارنة بين تراث ابن تيمية والألباني من جهة ومعطيات القرآن والحديث النبوي الصحيح من جهة أخرى. وفاقت مؤلفاته الثمانين كتابًا، منها:
- «صحيح شرح العقيدة الطحاوية»
- «تنقيح الفهوم العالية بما ثبت وما لم يثبت في حديث الجارية»
- «الإتقان في تعقب صريح البيان»
- «صحيح صفة صيام النبي صلى الله عليه وسلم»
- «السلفية الوهابية أفكارها الأساسية و جذورها التاريخية»
- «البراعة في كشف معنى "عليكم بالجماعة"»
- «شرح عمدة السالك وعدة الناسك» على طريقة المحدثين، شرح في باب الحج
- «بهجة الناظر في التوسل بالنبي الطاهر»
- «التنكيت على التوضيح وبيان صحة صلاة التسابيح»
- «وهم سيء البخت الذي حرم صيام السبت»
- «ما وقع من الشَّوب في مسألة تقصير الثوب»
- «عقيدة أهل السنة والجماعة»
- «زهر الريحان في الردّ على تحقيق البيان»
- «تناقضات الألباني الواضحات»
- «التنديد بمن عدد التوحيد»
- «إرشاد السامع والخطيب إلى سنيّة رفع اليدين في الدعاء للسميع المجيب»
- «احتجاج الخائب بعبارة "من ادّعى الإجماع فهو كاذب"»
- «إلجام المفتري العنود المتمسلف عمر محمود»
- «تحذير العبد الأواه من تحريك الإصبع في الصلاة»
- «إرشاد العاثر إلى وضع حديث "أول ما خلق الله نور نبيك يا جابر"»
- تعليقات على رسالة الإمام الكوثري «اللامذهبية قنطرة اللادينية»
- «التنبيه والرد على معتقد قدم العالم والحدّ»
- «شرح سلم التوفيق إلى محبة الله على التحقيق» شرح في التوحيد والفقه والتصوف
- «إلقام الحجر للمتطاول على الأشاعرة من البشر»
- «الأدلة المقوِّمة لاعوجاجات المجسمة»
- «الإتحاف بأسانيد وشيوخ حسن بن علي السقاف»
- مجموعة فتاوى ومسائل علمية وأبيات شعرية علمية
- «إعلام المبيح الخائض بتحريم القرآن على الجنب والحائض»
- «القول المبتوت في صحة حديث صلاة الصبح بالقنوت»
- «برد الأكباد في الانتصار للعلامة الصابوني من افتراء متعصبي العباد»
- «الشهاب الناري المنقض على عدو المحدث الغماري»
- «إمعان النظر في مسألتي المسح على الخفين والجمع بين الصلاتين في المطر»
- تعليقات على «دفع شبه التشبيه بأكف التنزيه» لابن الجوزي
- «قاموس شتائم الألباني»
- «البراهين الناسفة للأنوار الكاسفة»
- شرح «جوهرة التوحيد» على طريقة المحدثين المسمى «عقد الزبرجد النضيد في شرح جوهرة التوحيد»
- «صحيح صفة صلاة النبي صلى الله عليه وسلم»
- «اللاحق الماحق المنقض على إيقاف الزاهق»
- «البشارة والإتحاف بما بين ابن تيمية والألباني في العقيدة من الاختلاف»
- «الشماطيط في بيان ما يهذي به الألباني في مقدماته من تخبطات وتخليط»
- «التحذيرات الهامة من تدليس وأخطاء الحلبي وخطرها على العامة»
- «نغمات الطنبور فيما يكتبه مشهور»

## وصلات خارجية
- صحيح شرح العقيدة الطحاوية .. للسيد العلامة المحدث حسن بن علي السقاف - المجلس الزيدي الإسلامي.